# اینونگو
اینونگو (به لاتین: Inongo) یک منطقهٔ مسکونی در جمهوری دموکراتیک کنگو است که در Mai-Ndombe District واقع شده‌است. اینونگو ۴۵٬۱۵۹ نفر جمعیت دارد.